# 1022
1022. је била проста година.

## Догађаји
- Википедија:Непознат датум — Сонг Киангсингов календар представљен у Кореји, али никада није био у званичној употреби.
- Битка код Свиндакса

- Хајнрих II Свети поставља Тибалда за опата Монте Касина.
- Хајнрих II Свети мири папу са Кресентијима. Од тада, ови други припадају немачкој странци у Италији.
- Манихејци, или катари, појављују се у Орлеану. Такозвани „Орлеански процес 1022. године“.
- Први пут се користе масовна погубљења јеретика. Погубљења се одвијају у Орлеану, Клену и Бону.
- Побуна патриција Никифора Ксифија, стратега Анадолије и Никифора Фоке.
- Трапезундски споразум. Ованес-Смбат завештава јерменско краљевство Византији након своје смрти.
- Јарослав Мудри маршира на Брест. Између 1022. и 1025. године, византијски хроничар Јован Скилица описује долазак извесног рођака кијевског кнеза Владимира Свјатославича, Хрисохира, и 800 ратника у Цариград. Не послушавши наређење византијских власти да положе оружје, преселили су се у Мисију, затим на острво Лимнос, али их је византијска флота уништила.